# 梁祝镇
梁祝镇，是中华人民共和国河南省驻马店市汝南县下辖的一个乡镇级行政单位。

## 行政区划
梁祝镇下辖以下地区：
马北社区、马南社区、雷庄村、王庄村、吴营村、老庄村、冯庄村、安庄村、周庄村、张庄村、赖屯村、杨庄村、赵庄村、罗庄村、徐坡村、陈冲村、庞庄村和任庄村。